# ان‌جی‌سی ۳۲۸
ان‌جی‌سی ۳۲۸ (انگلیسی: NGC 328) نام یک کهکشان مارپیچی در صورت فلکی سیمرغ است.